# Al-Kahtanijja (Irak)
Al-Kahtanijja (arab. ‏القحطانية‎) – wieś w północnym Iraku, w prowincji Niniwa, w rejonie zamieszkiwanym przez Kurdów, przy granicy z Syrią, około 120 km na zachód od Mosulu, ok. 12 km na południowy zachód od miasta Sindżar.
Miejscowość zamieszkiwana jest przez wyznawców heretyckiej z punktu widzenia fundamentalistycznego islamu religii – Jezydyzmu, na których w 2007 roku zorganizowane były ataki bombowe. 14 sierpnia 2007 roku w 4 skoordynowanych czasowo wybuchach cystern zginęło niemal 800 osób, a ponad 1500 zostało rannych. Był to najbardziej krwawy zamach terrorystyczny podczas interwencji państw zachodnich w Iraku, a także zamach z największą liczbą ofiar po atakach z 11 września 2001 na World Trade Center.